# Jodie Comer
Jodie Marie Comer (Liverpool, 1993. március 11. –) Primetime Emmy- és Tony-díjas brit színésznő.
Legismertebb alakítását a brit gyártású Megszállottak viadala (2018-2022) című thrillersorozatban nyújtotta, ahol a bérgyilkos Villanelle-ként tűnt fel Sandra Oh oldalán. Játékát kritikusok sora méltatta, e szerepéért többek között Primetime Emmy- és két BAFTA-díjjal jutalmazták. További jelentős televíziós szerepei közé tartozik Kate Parks a BBC által gyártott Doctor Foster (2015-2017), valamint Yorki Erzsébet angol királyné A fehér hercegnő (2017) című sorozatokban.
Főbb filmes alakításai között szerepel Millie Rusk / Molotov Girl megformálása a Free Guy(2021) című akcióvígjátékban, illetve Marguerite de Carrouges Az utolsó párbaj (2021) című Ridley Scott-drámában.

## Fiatalkora
Jodie Marie Comer 1993. március 11-én született Liverpoolban, az Egyesült Királyságban. A település egy külvárosában, Childwallban nevelkedett, és a St. Julie’s Catholic High School diákja volt Woolton külvárosában. A gimnáziumban közeli barátok lettek Katarina Johnson-Thompson későbbi hétpróba világbajnokkal.
Diákként egy helybéli drámakört látogatott hétvégenként. Mialatt csoportja a liverpooli drámafesztiválra gyakorolt, Comert kizárták a projektből, mivel ő családi vakáció miatt nem tudott jelen lenni a próbákon. Comer tehát kénytelen volt önálló produkcióval színpadra állni: megrendítő monológot adott elő a Hillsborough-tragédiáról, mellyel kategóriájában első helyet szerzett. Az előadást egy iskolai műsor alkalmával megismételte, melyen felkeltette drámatanárának figyelmét, aki javasolta számára, hogy vegyen részt a BBC Radio 4 meghallgatásán. Comer így kapta élete első színészi szerepét a Radio 4 rádiójátékában. A rádiójáték többi szereplője úgy vélte, tehetséges színésznőként Comer igazi karriert futhatna be, és azt tanácsolták, keressen ügynököt magának.
Mialatt színészi karrierjét építette, egy bárban dolgozott, majd egy Tesco szupermarketben volt pénztáros. Azóta Comer több alkalommal is felszólalt a hátrányos megkülönböztetéssel, nehézségekkel kapcsolatban, melyek munkásosztálybeliként érték őt mint feltörekvő színészt.

## Karrier
Comer első hivatásos szerepét 2008-ban kapta, mikor a The Royal Today egy epizódjában szerepelt, mely a The Royal orvosi drámasorozat spin-off sorozata. Ezután kisebb szerepekben tűnt fel olyan sorozatokban, mint a Waterloo Road, Holby Városi Kórház, Doctors, A néma szemtanú, Baleseti sebészet, Law & Order: UK (az Esküdt ellenségek című amerikai sorozat brit adaptációja), Vera – A megszállott nyomozó, vagy a George Gently – Igazság vagy gazság. Fontosabb szerepet játszhatott el az Justice című drámasorozatban és a Remember Me című misztikus sorozatban.
Visszatérő sorozatszereplő elsőként az E4 brit televíziócsatorna tinidrámájában, a My Mad Fat Diary-ben lehetett. A főszereplő Rae Earl (Sharon Rooney) legjobb barátnőjét, Chloe Gemellt alakította.
2015-ben szerepelt a Lady Chatterley’s Lover című romantikus televíziós drámában, melyet a BBC One sugárzott. Ez az év jelentős változásokat hozott Comer karrierjében. A BBC One-on megjelent a Doctor Foster című, nemzetközileg nagy sikert aratott drámasorozat első évada, melyben Kate Parks szerepét öltötte magára. A Thirteen című minisorozatban, mely 2016-ban debütált, megszerezte élete első főszerepét: a kisgyermekként elrabolt és tizenhárom évig fogvatartott Ivy Moxam megformálásáért BAFTA TV-díjra jelölték.
2016 decemberében a BBC minisorozatában, a Rillington Place-ben szerepelt. Ebben az évben a brit Screen International filmmagazin is felhívta a figyelmet a színésznőre, akit a Screen Stars of Tomorrow („A holnap filmes sztárjai”) listájukon olyan nevek között említettek, mint Florence Pugh vagy Josh O’Connor.
Yorki Erzsébet angol királyné szerepét osztották rá A fehér hercegnő című, történelmi minisorozatban, mely A fehér királyné című BBC minisorozat folytatásaként érkezett 2017-ben. Comer játékfilmes debütálása szintén ebben az évben történt, az England is Mine című, Stephen Patrick Morrissey-ről szóló életrajzi drámában. A Doctor Foster második, lezáró évadában Kate Parks-ként tért vissza.
2018 fordulópontot jelentett Comer pályafutásában. A BBC kémthrillersorozatában, a Megszállottak viadalában főszerepben tündökölhetett mint Villanelle, a pszichopata bérgyilkos, aki Eve Polastri (Sandra Oh) MI6-ügynökkel vív világkörüli macska-egér harcot. Villanelle megformálásáért Comer kétszer kapott Primetime Emmy-jelölést mint „Legjobb női főszereplő drámasorozatban”, illetve háromszor jelölték BAFTA TV-díjra a „Legjobb színésznő” kategóriában – 2019-ben mindkét díjat elnyerte.
2018 júniusában a BBC Four monológokból álló sorozatában, a Snatches: Moments From Women’s Lives Bovril Pam című epizódjában tűnt fel liverpooli titkárnőként. 2018-ban a Radio Times brit magazin „TV 100” rangsorán a 94. helyre sorolta Comert, valamint a The Hollywood Reporter amerikai magazin is említette őt a felemelkedő fiatal tehetségekről szóló listáján.
2019 szeptemberében, néhány nappal Comer Emmy-győzelme után a Loewe divatház bejelentette, hogy ő lesz a 2020-as tavaszi/nyári kampányuk arca. A kampányhoz rövidfilmet is forgattak, melyben Comer a márkanevet ismételgeti különböző érzelmek társításával.
A Star Wars: Skywalker kora (2019) című filmben egy rövid cameoszerep erejéig Rey (Daisy Ridley) anyját alakította.
2020 márciusától a Noble Panacea márkanagykövete lett, mely prémium bőrápolási termékekre specializálódik.
Az Talking Heads monológsorozat BBC iPlayer-feldolgozásában Lesley-t alakította a Her Big Chance című epizódban. A 2020 júniusában képernyőkre kerülő sorozatot a Covid-19 világjárvány idején, a korlátozások alatt forgatták.
2021 januárjában jelent meg az Audible felületén az Alice Csodaországban új hangoskönyv-feldolgozása, melyet Comer narrált.
2018 decemberében érkezett a bejelentés, hogy Comer a Free Guy című akcióvígjátékban fog szerepelni Ryan Reynolds oldalán. A forgatások már 2019 májusában megkezdődtek, ám a bemutatót a koronavírus pandémia miatt több alkalommal is elhalasztották. A premier végül 2021. augusztus 13-ára tolódott az Egyesült Államokban. Comer kettős szerepet játszik a filmben: ő Millie, az ellopott forráskódja után kutató videojáték-fejlesztő, valamint Molotov Girl, Millie játékbeli avatárja.
Szintén 2021-ben jelent meg a Help című televíziós dráma, melynek Stephen Graham mellett főszereplője, továbbá executive producerként is közreműködött a munkálatokban. A filmet a Channel 4 brit televízióhálózat mutatta be szeptember 16-án. Comer kezdő szociális munkást alakít, akinek embert próbáló kihívások elé kell néznie egy liverpooli nyugdíjasotthonban a Covid-19 járvány megjelenésekor. Játékáért 2022-ben a Legjobb színésznőnek járó BAFTA TV-díjjal jutalmazták, mellyel kategóriájában legyőzte az Oscar-díjas Kate Winsletet.
Az utolsó párbaj című történelmi drámában is főszerepre kérték fel. A forgatások 2020 októberéig lezajlottak, a premier az Egyesült Államokban egy évvel később, 2021. október 15-én volt esedékes. A rendező Ridley Scott, a további főszerepekben pedig Matt Damon, Adam Driver és Ben Affleck láthatók. Az Eric Jager azonos című regényén alapuló film valós eseményeket dolgoz fel, a középkori Franciaország utolsó párbaj általi ítéletének történetét meséli el. Comer mint Marguerite de Carrouges tűnik fel a vásznon: ő volt az a kivételes bátorságú nő, aki az igazáért kiállva kirobbantotta a párbajt.
Miután együtt dolgoztak Az utolsó párbajon, Ridley Scott egy újabb történelmi témájú filmje főszerepét osztotta Comerre. A Kitbag című drámában Joaquin Phoenix alakítja Bonaparte Napóleon francia hadvezért, Comer pedig szerelmét, Jozefinát játszotta volna. A forgatás kezdetét azonban a COVID-helyzet súlyosbodásából fakadóan elhalasztották, Comer pedig kilépett a projektből, mivel ütemtervével összeegyeztethetetlenné vált az új dátum. Szerepét Vanessa Kirby vette át.
Comer 2022 áprilisában debütált a londoni West End-en első egyszemélyes darabjában, a díjnyertes Prima Facie című előadásban, melynek első változatát 2019-ben mutatták be Ausztráliában. A Suzie Miller által írt színműben Tessa, a szexuális erőszakot elkövetett vádlottakat védő ügyvédnő szerepét öltötte magára, aki saját maga is hasonló bűncselekmény áldozata lesz. A telt házas előadás 9 héten keresztül szerepelt a Harold Pinter Theatre műsorán, és rendkívül pozitív fogadtatásban részesült. Számos más portál kritikusaival együtt a The Telegraph, a The Guardian és a The Times is egyöntetűen méltatták Comer játékát.

### Közelgő projektek
2022 márciusában erősítették meg, hogy a Jen Beagin azonos című regényéből készülő Big Swiss című drámasorozatban Comer nemcsak a címszereplő Big Swiss-t, más néven Flaviát fogja játszani, hanem executive producerként is szolgál majd Beagin és Adam McKay mellett. A sorozatot az HBO fejleszti, gyártásáért az A24 és a McKay által alapított Hyperobject Industries lesznek felelősek.

## Filmográfia

### Film
| Év   | Eredeti cím                      | Magyar cím                | Szerep                              | Magyar hang        | Megjegyzés |
| 2012 | The Last Bite                    |                           | Marcie                              |                    | rövidfilm  |
| 2013 | In T’Vic                         |                           | Holliday                            |                    | rövidfilm  |
| 2015 | Lady Chatterley’s Lover          |                           | Ivy Bolton                          |                    |            |
| 2017 | England is Mine                  |                           | Christine                           |                    |            |
| 2019 | Star Wars: The Rise of Skywalker | Star Wars: Skywalker kora | Rey anyja                           | Czető Zsanett      | cameo      |
| 2021 | Free Guy                         | Free Guy                  | Millie Rusk / Molotov-koktélos lány | Törőcsik Franciska |            |
| 2021 | The Last Duel                    | Az utolsó párbaj          | Marguerite de Carrouges             | Mikecz Estilla     |            |
| 2023 | The Bikeriders                   | Motorosok                 | Kathy                               | Sodró Eliza        |            |
| 2023 | The End We Start From            |                           | Nő                                  |                    |            |
| 2025 | 28 Years Later                   | 28 évvel később           | Isla                                | Sodró Eliza        |            |

### Televízió
| Év        | Eredeti cím                          | Magyar cím                          | Szerep                        | Magyar hang     | Megjegyzés                                |
| 2008      | The Royal Today                      |                                     | Leanne                        |                 | 1. évad 41. epizód                        |
| 2010      | Holby City                           |                                     | Ellie Jenkins                 |                 | „Promises” című epizód                    |
| 2010      | Waterloo Road                        |                                     | Sarah Evans                   |                 | 6. évad 3. epizód                         |
| 2011      | Justice                              |                                     | Sharna Mulhearne              |                 | televíziós minisorozat                    |
| 2012      | Doctors                              |                                     | Kelly Lowther                 |                 | „Another Day, Another Dollar” című epizód |
| 2012      | Silent Witness                       | A néma szemtanú                     | Eve Gliston                   |                 | „Fear” című epizód                        |
| 2012      | Good Cop                             |                                     | Amy                           |                 | 1. epizód                                 |
| 2012      | Casualty                             | Baleseti sebészet                   | Maddy Eldon                   |                 | „I'll See You In My Dreams” című epizód   |
| 2012-2013 | Coming Up                            |                                     | Cat Sullivan                  |                 | „Postcode Lottery” című epizód            |
| 2012-2013 | Coming Up                            |                                     | Gemma                         |                 | „Big Girl” című epizód                    |
| 2013      | Law & Order: UK                      |                                     | Jess Hayes                    |                 | „Fatherly Love” című epizód               |
| 2013      | Vera                                 | Vera – A megszállott nyomozó        | Izzy Rawlins                  |                 | „Fiatal istenek” című epizód              |
| 2013-2015 | My Mad Fat Diary                     |                                     | Chloe Gemell                  |                 | főszerep                                  |
| 2014      | Inspector George Gently              | George Gently – Igazság vagy gazság | Justine Leyland               |                 | „Blue for Bluebird” című epizód           |
| 2014      | Remember Me                          |                                     | Hannah Ward                   |                 | főszerep                                  |
| 2015      | Lady Chatterley’s Lover              |                                     | Ivy Bolton                    |                 | televíziós film                           |
| 2015-2017 | Doctor Foster                        | Doctor Foster                       | Kate Parks                    | Laudon Andrea   | 9 epizód                                  |
| 2016      | Thirteen                             |                                     | Ivy Moxam                     |                 | főszerep; televíziós minisorozat          |
| 2016      | Rillington Place                     |                                     | Beryl Evans                   |                 | televíziós minisorozat                    |
| 2017      | The White Princess                   | A fehér hercegnő                    | Yorki Erzsébet                | Kardos Eszter   | főszerep; televíziós minisorozat          |
| 2018      | Snatches: Moments From Women's Lives |                                     | Linda                         |                 | „Bovril Pam” című epizód                  |
| 2018-2022 | Killing Eve                          | Megszállottak viadala               | Oksana Astankova / Villanelle | Kis-Kovács Luca | főszerep                                  |
| 2020      | Alan Bennett’s Talking Heads         |                                     | Lesley                        |                 | „Her Big Chance” című epizód              |
| 2021      | Help                                 | A segítség                          | Sarah                         |                 |                                           |

### Színház
| Év   | Eredeti cím             | Szerep | Helyszín                            |
| 2010 | The Price of Everything | Ruby   | Stephen Joseph Theatre, Scarborough |
| 2022 | Prima Facie             | Tessa  | Harold Pinter Theatre, London       |

## Díjak és jelölések
| Év   | Díj                                                      | Kategória                                                | Szerep                                                | Eredmény |
| 2016 | I Talk Telly Awards                                      | Legjobb színésznő drámában                               | Ivy Moxam (Thirteen)                                  | jelölés  |
| 2016 | RadioTimes.com Reader Awards                             | Legjobb színésznő                                        | Ivy Moxam (Thirteen)                                  | jelölés  |
| 2016 | TV Choice Awards                                         | Legjobb színésznő                                        | Ivy Moxam (Thirteen)                                  | jelölés  |
| 2017 | British Academy Television Awards (BAFTA TV-díj)         | Legjobb színésznő                                        | Ivy Moxam (Thirteen)                                  | jelölés  |
| 2017 | Royal Television Society Awards                          | Legjobb színésznő                                        | Ivy Moxam (Thirteen)                                  | jelölés  |
| 2018 | Dorian Awards                                            | Az év legjobb televíziós performansza – Színésznő        | Oksana Astankova / Villanelle (Megszállottak viadala) | jelölés  |
| 2018 | Female First Awards 2018                                 | Az év televíziós színésznője                             | Oksana Astankova / Villanelle (Megszállottak viadala) | elnyerte |
| 2018 | Gold Derby Awards                                        | Színésznő drámában                                       | Oksana Astankova / Villanelle (Megszállottak viadala) | jelölés  |
| 2018 | I Talk Telly Awards                                      | Legjobb drámai performansz                               | Oksana Astankova / Villanelle (Megszállottak viadala) | jelölés  |
| 2018 | Marie Claire Future Shaper Awards                        | Feltörekvő színész                                       | Oksana Astankova / Villanelle (Megszállottak viadala) | elnyerte |
| 2018 | Television Critics Association                           | Egyéni teljesítmény drámában                             | Oksana Astankova / Villanelle (Megszállottak viadala) | jelölés  |
| 2019 | National Television Awards                               | Drámai performansz                                       | Oksana Astankova / Villanelle (Megszállottak viadala) | jelölés  |
| 2019 | Broadcasting Press Guild Awards                          | Legjobb színésznő                                        | Oksana Astankova / Villanelle (Megszállottak viadala) | elnyerte |
| 2019 | Critics' Choice Television Awards                        | Legjobb színésznő drámasorozatban                        | Oksana Astankova / Villanelle (Megszállottak viadala) | jelölés  |
| 2019 | Gold Derby Awards                                        | Színésznő drámában                                       | Oksana Astankova / Villanelle (Megszállottak viadala) | elnyerte |
| 2019 | Royal Television Society Award                           | Legjobb színésznő                                        | Oksana Astankova / Villanelle (Megszállottak viadala) | elnyerte |
| 2019 | Stylist Remarkable Women Awards                          | Best Entertainer                                         | Oksana Astankova / Villanelle (Megszállottak viadala) | elnyerte |
| 2019 | British Academy Television Awards (BAFTA TV-díj)         | Legjobb színésznő                                        | Oksana Astankova / Villanelle (Megszállottak viadala) | elnyerte |
| 2019 | MTV Movie & TV Awards                                    | Legjobb gonosz                                           | Oksana Astankova / Villanelle (Megszállottak viadala) | jelölés  |
| 2019 | Television Critics Association                           | Egyéni teljesítmény drámában                             | Oksana Astankova / Villanelle (Megszállottak viadala) | jelölés  |
| 2019 | TV Choice Awards                                         | Legjobb színésznő                                        | Oksana Astankova / Villanelle (Megszállottak viadala) | elnyerte |
| 2019 | Primetime Emmy Awards (Emmy-díj)                         | Kiemelkedő színésznő drámasorozat főszerepében           | Oksana Astankova / Villanelle (Megszállottak viadala) | elnyerte |
| 2019 | Broadcast Digital Awards                                 | Legjobb rövid formátumú dráma                            | Linda (Snatches: Moments from Women's Lives)          | elnyerte |
| 2020 | Critics' Choice Television Awards                        | Legjobb színésznő drámasorozatban                        | Oksana Astankova / Villanelle (Megszállottak viadala) | jelölés  |
| 2020 | Golden Globe Awards (Arany Glóbusz-díj)                  | Legjobb színésznő drámasorozatban                        | Oksana Astankova / Villanelle (Megszállottak viadala) | jelölés  |
| 2020 | Satellite Awards                                         | Legjobb színésznő drámasorozatban                        | Oksana Astankova / Villanelle (Megszállottak viadala) | jelölés  |
| 2020 | Screen Actors Guild Awards (SAG-díj)                     | Kiemelkedő színésznő drámasorozat főszerepében           | Oksana Astankova / Villanelle (Megszállottak viadala) | jelölés  |
| 2020 | National Television Awards                               | Drámai performansz                                       | Oksana Astankova / Villanelle (Megszállottak viadala) | jelölés  |
| 2020 | NME Awards                                               | Legjobb tévés színész                                    | Oksana Astankova / Villanelle (Megszállottak viadala) | jelölés  |
| 2020 | British Academy Television Awards (BAFTA TV-díj)         | Legjobb színésznő                                        | Oksana Astankova / Villanelle (Megszállottak viadala) | jelölés  |
| 2020 | TV Choice Awards                                         | Legjobb színésznő                                        | Oksana Astankova / Villanelle (Megszállottak viadala) | elnyerte |
| 2020 | Primetime Emmy Awards (Emmy-díj)                         | Kiemelkedő színésznő drámasorozat főszerepében           | Oksana Astankova / Villanelle (Megszállottak viadala) | jelölés  |
| 2021 | Golden Globe Awards (Arany Glóbusz-díj)                  | Legjobb színésznő televíziós drámasorozatban             | Oksana Astankova / Villanelle (Megszállottak viadala) | jelölés  |
| 2021 | MTV Movie & TV Awards                                    | Legjobb csók                                             | Oksana Astankova / Villanelle (Megszállottak viadala) | jelölés  |
| 2021 | British Academy Television Awards (BAFTA TV-díj)         | Legjobb színésznő                                        | Oksana Astankova / Villanelle (Megszállottak viadala) | jelölés  |
| 2021 | Satellite Awards                                         | Legjobb színésznő minisorozatban vagy televíziós filmben | Sarah (Help)                                          | jelölés  |
| 2021 | Indiana Film Journalists Association                     | Legjobb színésznő                                        | Marguerite de Carrouges (The Last Duel)               | 2. hely  |
| 2021 | Dublin Film Critics Circle Awards                        | Legjobb színésznő                                        | Marguerite de Carrouges (The Last Duel)               | 3. hely  |
| 2021 | Greater Western New York Film Critics Association Awards | Legjobb színésznő                                        | Marguerite de Carrouges (The Last Duel)               | jelölés  |
| 2021 | IGN Summer Movie Awards                                  | Legjobb főszereplő filmben                               | Marguerite de Carrouges (The Last Duel)               | jelölés  |
| 2022 | Columbus Film Critics Association                        | Legjobb színésznő mellékszerepben                        | Marguerite de Carrouges (The Last Duel)               | jelölés  |
| 2022 | Golden Schmoes Awards                                    | Az év legjobb színésznője                                | Marguerite de Carrouges (The Last Duel)               | jelölés  |
| 2022 | Online Film & Television Association                     | Az év legjobb áttörést jelentő performansza színésznőtől | Marguerite de Carrouges (The Last Duel)               | jelölés  |
| 2022 | Critics' Choice Super Awards                             | Legjobb színésznő akciófilmben                           | Marguerite de Carrouges (The Last Duel)               | elnyerte |
| 2022 | Critics' Choice Super Awards                             | Legjobb színésznő science fiction/fantasy filmben        | Millie / Molotov Girl (Free Guy)                      | jelölés  |
| 2022 | British Academy Television Awards (BAFTA TV-díj)         | Legjobb színésznő                                        | Sarah (Help)                                          | elnyerte |

## Érdekességek
Rajongója az amerikai énekes Bruce Springsteen-nek. Kedvenc filmjei a Billy Elliot és a Shrek. Karrierjében példaképének Julie Walters brit színésznőt tekinti.
Éppen Barcelonában tartózkodott egy zenei fesztiválon, amikor a telefonhívás érkezett, és behívták a Megszállottak viadala meghallgatására. Azonnal Los Angelesbe repült, ahol öt perc felolvasás után megkapta a szerepet.
Több mint száz színésznővel versengett Villanelle (Megszállottak viadala) szerepéért. Első személyes meghallgatásán Sandra Oh-val tartottak felolvasást, aki akkorra már elnyerte a sorozat másik főszerepét. A két színésznő közti kémia hamar meggyőzte a castingért felelő rendezőket, és Comert választották a szerepre.
Meghallgatásukkor a Megszállottak viadala 1. évad 5. epizódjának jelenetét játszották el Sandra Oh-val, melyben karaktereik közösen szerepelnek. A jelenet vacsora közben játszódik, ezért Oh hozott magával némi élelmet, melyet játék közben használhatnak, például egy áfonyás pitét. Comer a meghallgatás végére csaknem az egész pitét elfogyasztotta.
Nem beszél nyelveket, ezért új kihívás volt számára a számos idegen nyelvet lemásolnia, melyeket karaktere a Megszállottak viadalában használ. A szavakat hangfelvétel alapján, fonetikusan vetette papírra, és hangosan felolvasva gyakorolta a szöveget. Teljesítményét többek között sorozatbeli partnere, Sandra Oh is elismerő szavakkal illette. Comer eredeti scouse (liverpooli) akcentusa megdöbbentette a nézőket, akik korábban nem hallották őt szerepen kívül megszólalni, és a mai napig sokakat meglep vele, ahogy Ben Affleck-et is közös filmjük promotálásakor.
A 2012-es Good Cop című minisorozat egy epizódjában Stephen Graham oldalán tűnt fel. A színészt annyira lenyűgözte Comer játéka, hogy felhívta saját ügynökét, Jane Epsteint, és találkozót szervezett le közöttük. A későbbiekben Epstein lett Comer ügynöke, ami hatalmas löketet adott a színésznő karrierjének. Comer mindkét BAFTA TV-díja átvételekor, 2019-ben és 2022-ben is köszönetet mondott Grahamnek. 2021-ben Comer és Graham játszották a Help című televíziós dráma két főszerepét - a filmet kimondottan számukra írta Jack Thorne forgatókönyvíró, miután mindketten megkeresték őt ezzel a kéréssel, egymástól teljesen függetlenül.
2019-ben elnyerte első Emmy-díját, a „Kiemelkedő színésznő drámasorozat főszerepében” kategóriában. Ezzel a kategória történetének legfiatalabb győztessé vált, mindössze 26 évesen. Egy évvel később a rekordot Zendaya döntötte meg, aki 24 évesen vehette át a díjat az Eufória című drámasorozatban nyújtott teljesítményéért.
2022-ben BAFTA TV-díjra jelölték a Legjobb színésznő kategóriában, mellyel 29 évesen ő vált a valaha élt egyetlen színésznővé, aki ilyen fiatalon 5 jelölést tudhat magáénak. Első jelölését 2017-ben kapta, majd 2019-2022 között négy egymást követő évben folyamatosan a jelöltek között szerepelt. 2019-es (Megszállottak viadala, 1. évad) és 2022-es (Help) jelölését díjra válthatta, újabb rekordot döntve: ő a lett legfiatalabb színésznő, aki 2 BAFTA-TV díjat nyert a „Legjobb színésznő” kategóriában.
Hírességek sora fejezte ki Comer iránti csodálatát interjúkban és közösségi oldalaikon. Rajongói között vannak például Rebel Wilson, Elizabeth Olsen, Sheridan Smith, Judi Dench, Sarah Paulson és Shailene Woodley színésznők, illetve Billie Eilish és Lily Allen énekesnők is. Olivia Rodrigo Deja Vu című dalának videoklipjét egyik kedvenc sorozata, a Megszállottak viadala inspirálta, Baby Queen brit énekesnő pedig bevallottan Comerhez írta Want Me című dalát. A sorozatért szintén rajong Taylor Swift, akinek Look What You Made Me Do című dalának feldolgozása hallható a 3. évad 7. epizód rendhagyó főcíme alatt. Comer neves kollégái, mint Sandra Oh, Phoebe-Waller Bridge, Ryan Reynolds vagy Ben Affleck, is gyakran dicsérik munkáját. Guillermo del Toro és Edgar Wright filmrendezők a Twitteren méltányolták Comert és tehetségét, ebből követőik arra következtettek, hogy idővel koprodukció várható köztük és a színésznő között.

## Fordítás
Ez a szócikk részben vagy egészben  a   Jodie Comer című angol Wikipédia-szócikk ezen változatának fordításán alapul.  Az eredeti cikk szerkesztőit annak laptörténete sorolja fel. Ez a jelzés csupán a megfogalmazás eredetét és a szerzői jogokat jelzi, nem szolgál a cikkben szereplő információk forrásmegjelöléseként.